# Alton Towers
Alton Towers är Englands näst största nöjespark.[källa behövs] Den stora parken har inte bara vilda attraktioner utan också storslagna trädgårdar. Parken är uppdelad i olika områden, var och en med sitt eget tema. Det finns stor spridning när det gäller åkattraktioner, allt ifrån påkostade berg- och dalbanor till små barnåkturer.

## Åkattraktioner

### Berg- och dalbanor
- Air
- Beastie
- Nemesis
- Oblivion
- Rita - Queen of Speed
- Runaway Mine Train
- Spinball Whizzer